# لیست هانس
لیست هانس (انگلیسی: Hans List; ۱ ژانویهٔ ۱۸۹۶ – ۱۰ سپتامبر ۱۹۹۶) مهندس اهل اتریش بود.
وی همچنین برندهٔ جوایزی همچون جایزه اروین شرودینگر شده‌است.